# Победници светских првенстава у атлетици на отвореном — 4x400 метара штафета
Победници светских првенстава у атлетици на отвореном у дисциплини штафета 4 × 400 метара за мушкарце, која је увршћена у програм од првог Светског првенства у Хелсинкију 1983. године, приказани су у следећој табели са постигнутим резултатима. Резултати су дати у формату минуте:секунде.стотинке.
| Светско првенство       |                   | Резултат       |                   | Резултат |                  | Резултат |
| Хелсинки 1983. детаљи   | Совјетски Савез   | 3:00.79        | Западна Немачка   | 3:01.83  | Велика Британија | 3:03.53  |
| Рим 1987. детаљи        | Сједињене Државе  | 2:57.29        | Велика Британија  | 2:58.86  | Куба             | 2:59.16  |
| Токио 1991. детаљи      | Велика Британија  | 2:57.53        | Сједињене Државе  | 2:57.57  | Јамајка          | 3:00.10  |
| Штутгарт 1993. детаљи   | Сједињене Државе  | 2:54.29 СР РСП | Кенија            | 2:59.82  | Немачка          | 2:59.99  |
| Гетеборг 1995. детаљи   | Сједињене Државе  | 2:57.32        | Јамајка           | 2:59.88  | Нигерија         | 3:03.18  |
| Атина 1997. детаљи      | Велика Британија  | 2:56.65        | Јамајка           | 2:56.75  | Пољска           | 3:00.26  |
| Севиља 1999. детаљи     | Пољска            | 2:58.91        | Јамајка           | 3:22.09  | Јужна Африка     | 3:00.20  |
| Едмонтон 2001. детаљи   | Бахами            | 2:58.19        | Јамајка           | 2:58.39  | Пољска           | 2:59.71  |
| Париз 2003. детаљи      | Француска         | 2:58.96        | Јамајка           | 2:59.60  | Бахами           | 3:00.53  |
| Хелсинки 2005. детаљи   | Сједињене Државе  | 2:56.91        | Бахами            | 2:57.32  | Јамајка          | 2:58.07  |
| Осака 2007. детаљи      | Сједињене Државе  | 2:55.56        | Бахами            | 2:59.18  | Пољска           | 3:00.05  |
| Берлин 2009. детаљи     | Сједињене Државе  | 2:57.86        | Велика Британија  | 3:00.53  | Аустралија       | 3:00.90  |
| Тегу 2011. детаљи       | Сједињене Државе  | 2:59.31        | Јужна Африка      | 2:59.87  | Јамајка          | 3:00.10  |
| Москва 2013. детаљи     | Сједињене Државе  | 2:58.71        | Јамајка           | 2:59.88  | Велика Британија | 3:00.88  |
| Пекинг 2015. детаљи     | Сједињене Државе  | 2:57.82        | Тринидад и Тобаго | 2:58.20  | Велика Британија | 2:58.51  |
| Лондон 2017. детаљи     | Тринидад и Тобаго | 2:58.12        | Сједињене Државе  | 2:58.61  | Велика Британија | 2:59.00  |
| Доха 2019. детаљи       | Сједињене Државе  | 2:56.69        | Јамајка           | 2:57.90  | Белгија          | 2:58.78  |
| Јуџин 2022. детаљи      | Сједињене Државе  | 2:56.17        | Јамајка           | 2:58.58  | Белгија          | 2:58.72  |
| Будимпешта 2023. детаљи | Сједињене Државе  | 2:57.31        | Француска         | 2:58.45  | Велика Британија | 2:58.71  |
| Токио 2025.             |                   |                |                   |          |                  |          |

## Биланс медаља на светским првенствима
Стање после првенства 2023.
|     | Држава            |    |    |    |    |
| --- | ----------------- | -- | -- | -- | -- |
| 1.  | Сједињене Државе  | 12 | 2  | 0  | 14 |
| 2.  | Велика Британија  | 2  | 2  | 5  | 9  |
| 3.  | Бахами            | 1  | 2  | 1  | 4  |
| 4.  | Француска         | 1  | 1  | 0  | 2  |
| 4.  | Тринидад и Тобаго | 1  | 1  | 0  | 2  |
| 6.  | Пољска            | 1  | 0  | 3  | 4  |
| 7.  | Совјетски Савез   | 1  | 0  | 0  | 1  |
| 8.  | Јамајка           | 0  | 8  | 3  | 11 |
| 9.  | Јужна Африка      | 0  | 1  | 1  | 2  |
| 10. | Западна Немачка   | 0  | 1  | 0  | 1  |
| 10. | Кенија            | 0  | 1  | 0  | 1  |
| 12. | Белгија           | 0  | 0  | 2  | 2  |
| 13. | Аустралија        | 0  | 0  | 1  | 1  |
| 13. | Нигерија          | 0  | 0  | 1  | 1  |
| 13. | Куба              | 0  | 0  | 1  | 1  |
| 13. | Немачка           | 0  | 0  | 1  | 1  |
|     | Укупно 16 земаља  | 19 | 19 | 19 | 57 |